# John Stonhouse (3e baronnet)
John Stonhouse, 3e baronnet (c. 1672-1733), est un homme politique anglais qui siège à la Chambre des Communes anglaise puis britannique de 1701 à 1733.

## Biographie
Il est le fils aîné de John Stonhouse (2e baronnet) de Radley et de sa femme Martha Brigges. Il est inscrit au Queen's College d'Oxford le 12 avril 1690 à 17 ans et est admis au Inner Temple en 1690. Il succède à son père comme baronnet en 1700.
Il est élu député de Berkshire en décembre 1701. Il occupe le siège toute sa vie en tant que conservateur.

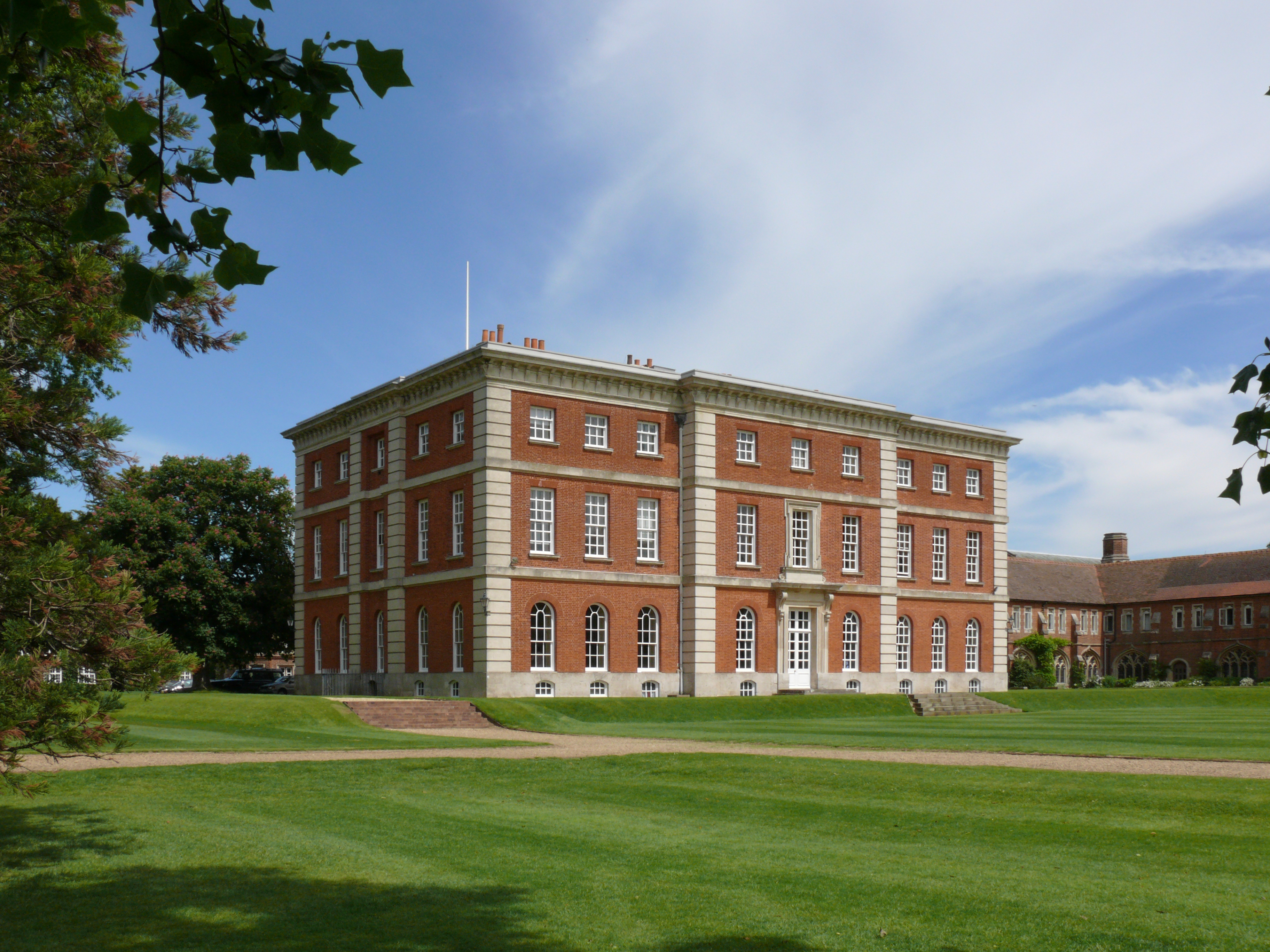
Radley Hall, qui fait maintenant partie du Radley College, construit dans les années 1720 pour John Stonhouse

À partir de 1721, Stonhouse fait construire Radley Hall. Les travaux sont effectués par les maçons d'Oxford Bartholomew Peisley III et William Townesend, jusqu'en 1725,.

## Famille
Stonhouse se marie deux fois. Par sa première épouse Mary Mellish, il a deux filles, dont Martha, qui épouse Arthur Vansittart de Shottesbrook et est mère de Robert Vansittart, Henry Vansittart et Arthur Vansittart, député de Berkshire,,. Sa deuxième épouse est Penelope, fille de Robert Dashwood (1er baronnet). Ils ont neuf enfants. Parmi ceux-ci, trois fils (John, William et James) ont successivement occupé le poste de baronnet. Une des filles, Penelope, épouse John Leveson-Gower (1er comte Gower), comme deuxième épouse; une autre, Catherine, épouse Robert Lee (4e comte de Lichfield) . Anne épouse George Bowyer, 3e baronnet et est mère de George Bowyer (5e baronnet).
Radley Hall passe à une petite-fille du 3e baronnet, Penelope, Lady Rivers. Elle est la fille de Penelope et de son premier mari, Henry Atkins, 4e baronnet de Clapham. Elle épouse George Pitt (1er baron Rivers). James Stonhouse est décédé célibataire en 1792, laissant la maison à Lady Rivers. Aux termes du testament, à sa mort en 1795, il est transmis à George Bowyer, 5e baronnet,.